# Juan Francisco Ordóñez
Pour les articles homonymes, voir Ordóñez.
Juan Francisco Ordóñez Gonzalez (né à Saint-Domingue le 4 octobre 1961) est un guitariste et compositeur dominicain. Il est considéré comme un innovateur de la guitare bachata langue, à travers une fusion de blues, rock et jazz avec son style particulier.

## Biographie
À 11 ans il commence des études de guitare avec le professeur Blas Carrasco après avoir appris à en jouer en autodidacte. La professeur Sonia de Piña lui enseigne la théorie et l'écriture musicale.
En 1976-1977, il joue au sein du groupe Convite, groupe qui révolutionne le folklore dominicain dans les années 70 et devient une référence.
En 1979, il entre à l'Université de Saint-Domingue où il obtient une licence en économie. 
En 1982 il fonde avec Luis Días le groupe Transporte Urbano, premier groupe dominicain de rock, et reste le guitariste leader pendant 25 ans. 
En 1985, Ordóñez voyage à Moscou, où il travaille en collaboration avec d'autres artistes dominicains : Luís Días et Patricia Pereira, une chanteuse dominicaine du jazz.
Marqué par la culture musicale contemporaine en 1985, Ordóñez commence un projet de rock fusion : OFS, trio formé avec Guy Frómeta (batterie) et Héctor Santana (basse). En 1986 ce groupe voyage au Pérou avec la chanteuse dominicaine Sonia Silvestre au Festival de la Nueva Canción Latinoamericana.
Dans les années 1990, il fonda TRILOGIA, un projet de fusion jazz-musique caribéenne, trio formé avec Héctor Santana et Chichí Peralta (percussionniste).
Aujourd’hui (2007) il est le directeur musical de La Vellonera, le groupe accompagne le chanteur dominicain Víctor Víctor.

## Discographie
Enregistrements : 
- Trilogía (1988), Patín Bigote Music (2004)[5]
- Cabaret Azul avec Patricia Pereyra (1989) TEREKE[6]
- Radio Recuerdo (2001) fundación Madora[7].

En 2005, il a été à la fois producteur-arrangeur et guitariste sur l'album Bachata entre amigos, un album de duos du chanteur dominicain Víctor Víctor, avec Joan Manuel Serrat, Joaquín Sabina, Silvio Rodríguez et Fito Páez.

## Parcours musical
Il a travaillé comme soliste, comme arrangeur du jingles publicitaires et de bandes sonores du films, comme le court-métrage Frente al mar (basé sur l'histoire homonyme du célèbre auteur de la littérature populaire dominicaine Hilma Contreras) et Azúcar amarga de León Ichaso.
Il a travaillé comme guitariste de studio et concerts avec différents artistes et groupes de la République Dominicaine, d'Amérique Latine et d'Espagne. Il a travaillé aussi avec différents musiciens de jazz, tels que Paquito D'Rivera, Charlie Haden, et Don Cherry, dans des jams-sessions faites à Saint-Domingue.
Il est aussi professeur de diverses générations de guitaristes dominicaines.